# Mylothris mavunda
Mylothris mavunda is een vlindersoort uit de familie van de Pieridae (witjes), onderfamilie Pierinae.
Mylothris mavunda werd in 1985 beschreven door Hancock & Heath. De vlinder werd ontdekt in het noordwesten van Zambia. De habitat van deze vlinder wordt gevormd door zogeheten Cryptosepalum bossen.